# 伯多祿五世劇院
伯多祿五世劇院（葡萄牙語：Teatro Dom Pedro V）（通稱為崗頂劇院；另稱馬蛟戲院、崗頂波樓），是位於澳門崗頂前地的古老劇院，為中國首所西式劇院。2005年作為澳門歷史城區的部分被列入世界文化遺產名錄內。

## 歷史
伯多祿五世劇院於1860年由20名土生葡人及10名中國人集資興建，以紀念葡萄牙國王伯多祿五世。建成初期只建成主體部份，其後1873年再於入口正面加建柱廊、拱廊及新古典主義的三角楣。
昔日為澳門葡萄牙人的大會堂和土生葡人聚會之地。除劇場外，建築內還設有舞廳、閱書樓和桌球室等，所以出現有崗頂波樓之稱。崗頂劇院已曾經多次維修，亦曾因白蟻蛀蝕問題而關閉近20年。1993年和2001年進行維修，現主體建築基本仍保存完整。

## 建築特色
該劇院是澳門唯一的歐式劇院建築物，屬新古典主義風格、以綠色為主色並以墨綠色門窗襯托。
伯多祿五世劇院高41.5米，寬22米，中式坡屋頂之屋脊高為12米，屋檐高為7.5 米崗頂劇院的。劇院正立面為一面寬15.7 米的羅馬圓拱式門廊，門廊頂端以三角形山花收結，其下則是由四組愛奧尼柱式倚柱組成的三個券洞。八條倚柱均長約6米，山花及柱子上裝飾簡單。至於其側立面的牆上，連續開滿九個寬2.45 米的羅馬圓拱式落地大窗，加強屋面水平感和表現渾厚的氣度。

## 設施
該劇院內設有劇場、舞廳、桌球室；而劇院也有一個收藏英、法、葡萄牙文的古籍閱書樓。

## 著名事件
- 中國首處放映電影的地點
- 普契尼歌劇《蝴蝶夫人》的亞洲首演
- 第二次世界大戰期間，曾為難民庇護所